# 秤量房 (莱顿)

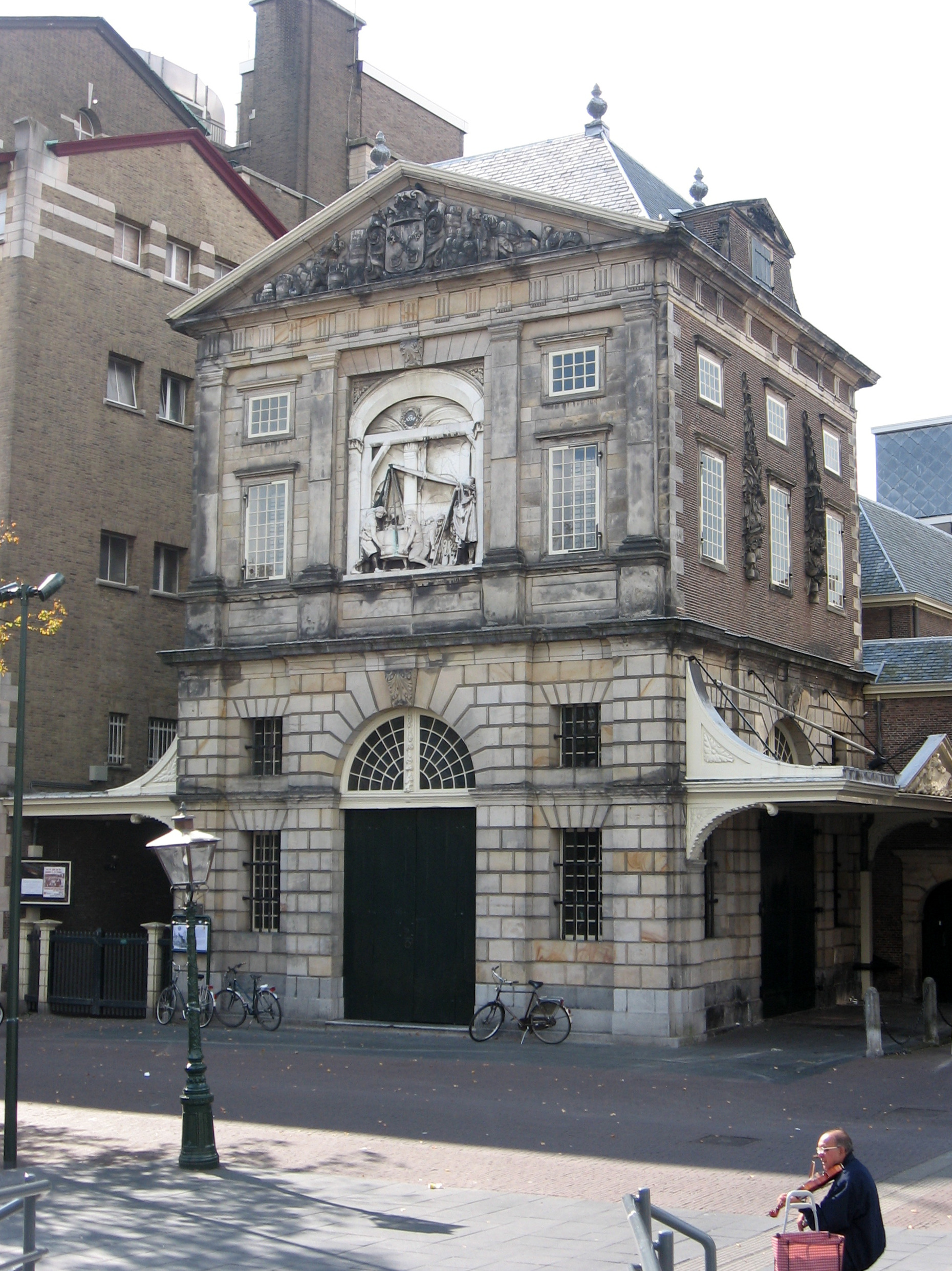
莱顿的秤量房

秤量房（荷蘭語：De Waag）是荷兰南荷兰省莱顿的秤量房，位于鳗鱼市场（Aalmarkt）21号。
该建筑由彼得·波斯特（Pieter Post）于1657年左右设计，1659年投入使用。几个世纪以来，商人们来此为商品计重并进行交易。此外，莱顿的秤量房还举办各种约会及庄严的庆典。特别的是，霍弗特·比德洛（Govert Bidloo）将阁楼上的一个房间改为尸体解剖间，以研究人体。
该建筑作为秤量房一直使用到1972年，直至最后一个单位的奶酪售出。如今，该建筑作为一个文化古迹，经常举办和文化有关的活动如音乐会、画展等，还曾举办婚礼。